# U61000

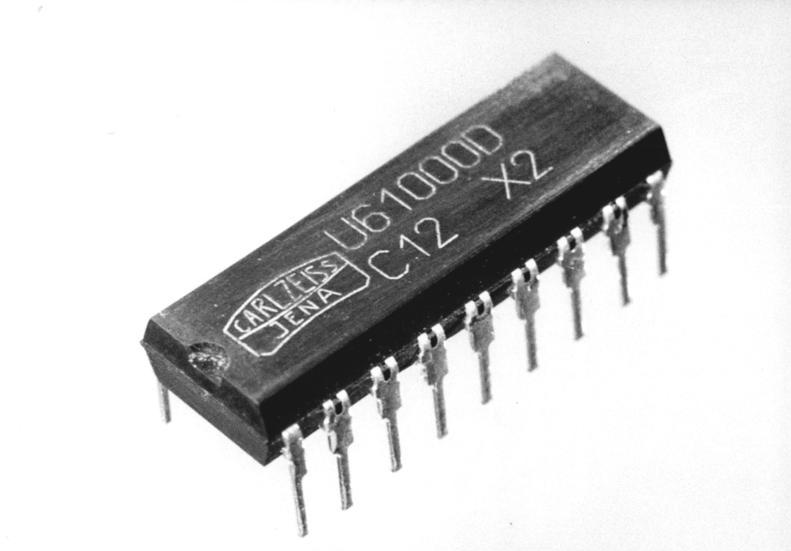
Der 1-Megabit-Chip U61000D

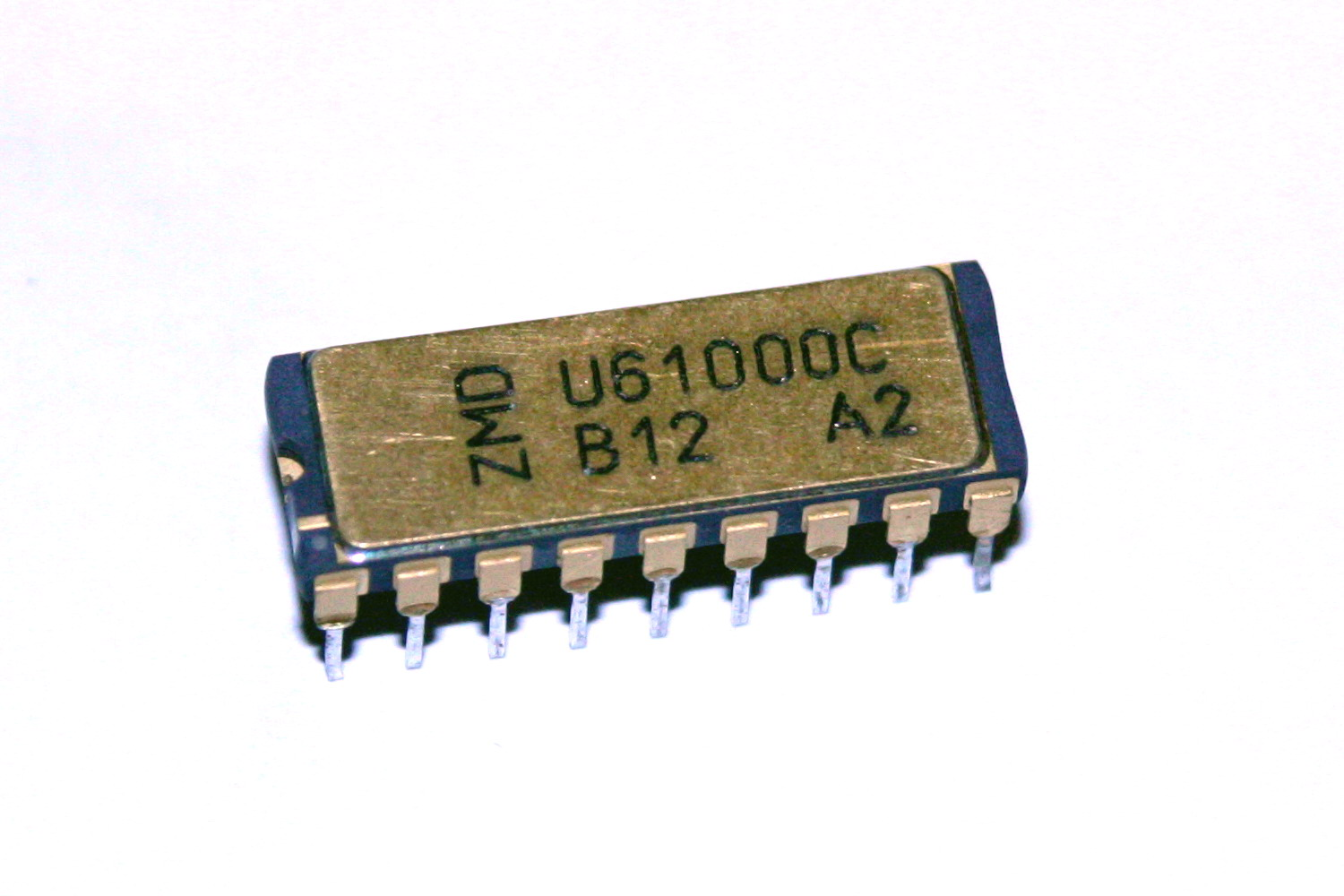
Keramikausführung U61000C

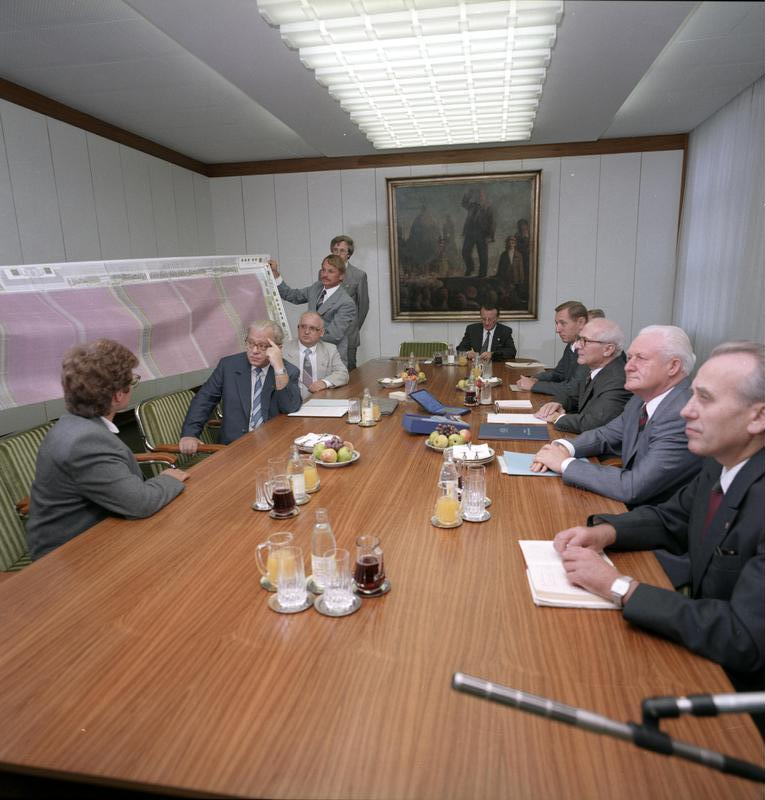
Übergabe der ersten U61000 an Erich Honecker

U61000, in der Presse auch Megachip genannt, war ein 1-MBit-DRAM-Schaltkreis aus der Deutschen Demokratischen Republik (DDR). Er wurde ab 1986 im VEB Forschungszentrum Mikroelektronik Dresden (ZMD) des VEB Carl Zeiss Jena entwickelt und sollte 1990 in die Serienproduktion im Werk ESO III des VEB Mikroelektronik „Karl-Marx“ Erfurt (KME) überführt werden. Der U61000, der dem internationalen Typ 511000 entsprach, wurde in CMOS-Technologie mit 1,2 µm Strukturbreite hergestellt und in einem 18-poligen DIL-Plast- (U61000D) oder -Keramikgehäuse (U61000C) untergebracht. Intern war er mit 1024K × 1 Bit organisiert und hatte eine RAS-Zugriffszeit von 100 bis 120 ns. Der Speicherchip sollte vor allem in den Robotron-Computern K 1820, K 1840 sowie EC 1835 zum Einsatz kommen.

## Geschichte
Mit dem Beschluss vom 11. Februar 1986 der SED-Führung zur weiteren Entwicklung der Mikroelektronik (Projekt „Mikron“) in der DDR wurde dem ZMD die Aufgabe gestellt, innerhalb von drei Jahren einen 1-MBit-Speicherschaltkreis zu entwickeln und 1990 in die Serienproduktion einzuführen.
Aufbauend auf den Erfahrungen bei der Produktion von 64-kBit- (U6164) und 256-kBit- (U61256) DRAM-Schaltkreisen auf Basis einer Technologie von Toshiba wurde in Dresden mit der Entwicklung des 1-MBit-Speicherschaltkreis begonnen. Hierzu wurden durch die Abteilung XIV (Sektor Wissenschaft und Technik) des zivilen DDR-Auslandsgeheimdienstes Hauptverwaltung A im Ministerium für Staatssicherheit Dokumente zur notwendigen VLSI-Fertigungstechnologie bei Siemens beschafft. Siemens hatte diese Technologie vorher von Toshiba für seine eigenen Produkte lizenziert. Bei deren Überführung in die Massenproduktion hatten die Siemens-Ingenieure große Schwierigkeiten zu überwinden. Nach Aussagen der Entwickler bei ZMD wurden diese Unterlagen nicht verwendet, da diese Papiere „… nicht in unser Konzept passten, das stark auf die Jenaer Ausrüstungen zugeschnitten war …". Die Stasi war sehr enttäuscht, dass die Wissenschaftler ihren Einsatz so schnöde ignorierten.“ Nachträgliche Nachforschungen der CIA bei den Chip-Entwicklern von Siemens konnten den Verdacht nicht erhärten, dass der Dresdner Megabit-Chip mit Hilfe von Siemens-Unterlagen gebaut wurde.
Wegen des CoCom-Technologieembargos konnten die zur Produktion notwendigen technischen Spezialausrüstungen (TSA) sowie die zur Entwicklung benötigte Computertechnik nicht legal auf dem Weltmarkt gekauft werden. Deshalb wurde ein Großteil der TSA wie Waferstepper, Elektronenstrahlschreiber, LPCVD-Beschichtungsanlagen, Ionenstrahlätzer sowie Montagelinien bei Carl Zeiss Jena und VEB Elektromat Dresden selbst entwickelt und gebaut. Andere wichtige TSA wie Plasmaätzer und Hochstromimplanter sollten ursprünglich im Rahmen eines Kooperationsvertrages aus der Sowjetunion bezogen werden. Da die Sowjetunion aber die Anlagen nicht in der geforderten Qualität liefern konnte, wurde von der SED-Führung entschieden, diese TSA und leistungsfähige Computer zur Schaltkreisentwicklung entgegen den gesetzlichen Bestimmungen der Bundesrepublik Deutschland (Außenwirtschaftsgesetz, Militärregierungsgesetz Nr. 53 „Devisenbewirtschaftung und Kontrolle des Güterverkehrs“ der drei westlichen Besatzungsmächte) sowie anderer westlicher Staaten über den Bereich Kommerzielle Koordinierung (KoKo) des Ministeriums für Außenhandel zu importieren. Diese importierten Anlagen mussten aber noch erheblich durch die Ingenieure des ZMD optimiert und technisch verändert werden, um sie für den geplanten Zweck einsetzen zu können.
Am 10. August 1988 konnten durch die Testgeräte die ersten funktionsfähigen und fehlerfreien Entwicklungsmuster des 1-MBit-Speicherchips nachgewiesen werden. Diese Muster wurden am 12. September 1988 öffentlichkeitswirksam an Erich Honecker übergeben (s. Bild). Für die Entwicklung des Speicherschaltkreises wurde das Kollektiv des Forschungszentrums 1988 mit dem Nationalpreis der DDR ausgezeichnet. Auf der Leipziger Frühjahrsmesse 1989 erhielt der U61000 eine Goldmedaille.
Auf der ZMD-Pilotlinie wurden 1988 rund 5.000 Muster des U61000 gefertigt. 1989 folgten weitere 30.000 Megabit-Schaltkreise, die bei einer Ausbeute von bis zu 20 % hergestellt wurden.
Die Entwicklungsarbeiten wurden im Frühjahr 1990 beendet, eine Überleitung in die Serienproduktion im neu gebauten Werk ESO III der KME Erfurt erfolgte nicht mehr, da die TSAs nicht in der notwendigen Anzahl zur Verfügung standen. Eine schon geplante Entwicklung eines 4-MBit-Speicherschaltkreises wurde nicht mehr begonnen, weil ebenfalls kaum Voraussetzungen für eine spätere Massenproduktion zu schaffen waren.
Mit dem Wegfall des Technologieboykotts im Zuge der Währungs-, Wirtschafts- und Sozialunion im Juli 1990 war eine wirtschaftliche Herstellung dieses Speicherschaltkreises nicht mehr möglich, da die Anwender aus der heimischen Computerindustrie die Äquivalenztypen auf dem Weltmarkt nun wesentlich preisgünstiger und in hohen Stückzahlen beziehen konnten.

## Galerie

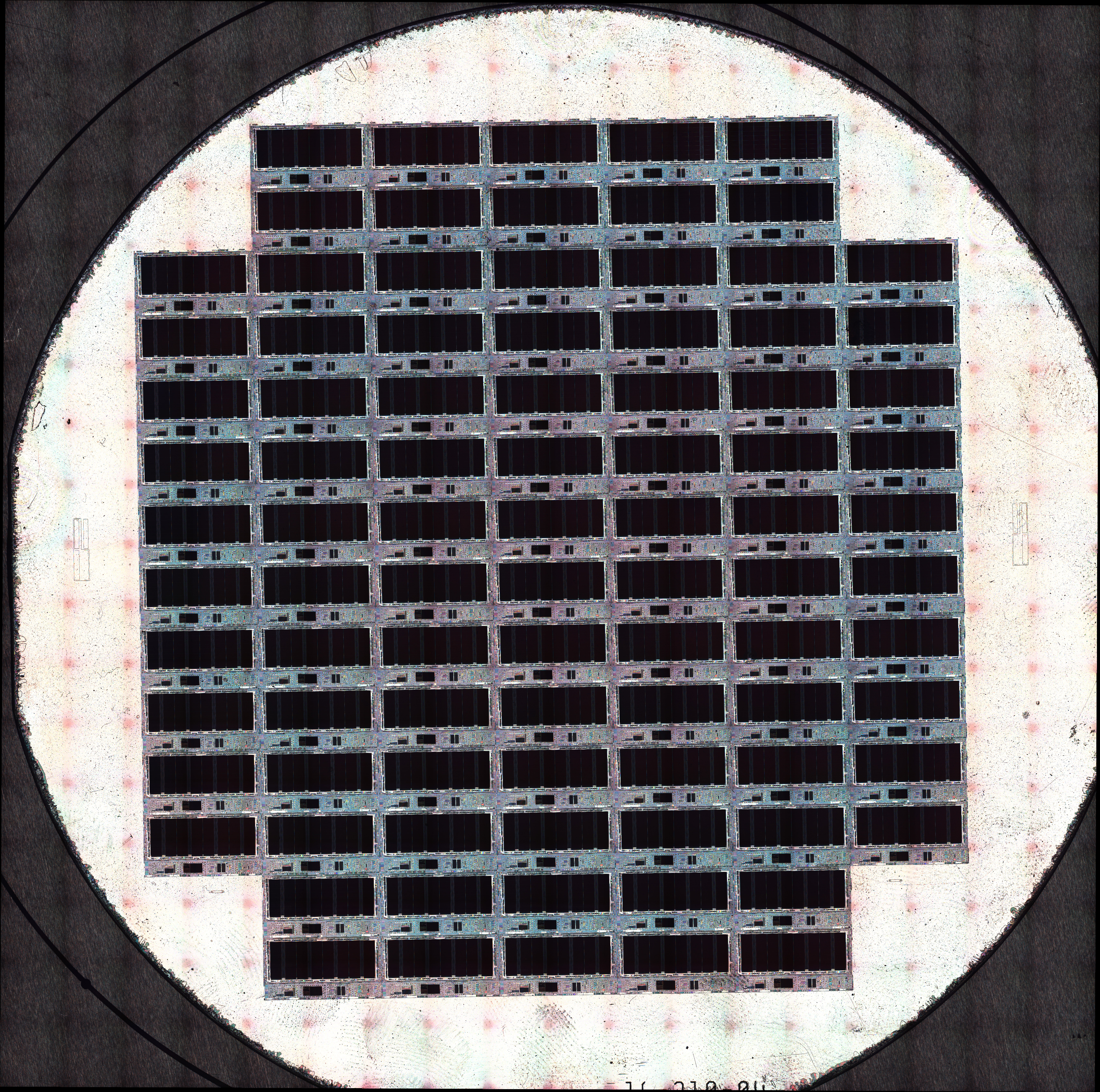
Wafer (125 mm Durchmesser) mit 90 Chips U61000. (Hochaufgelöst)
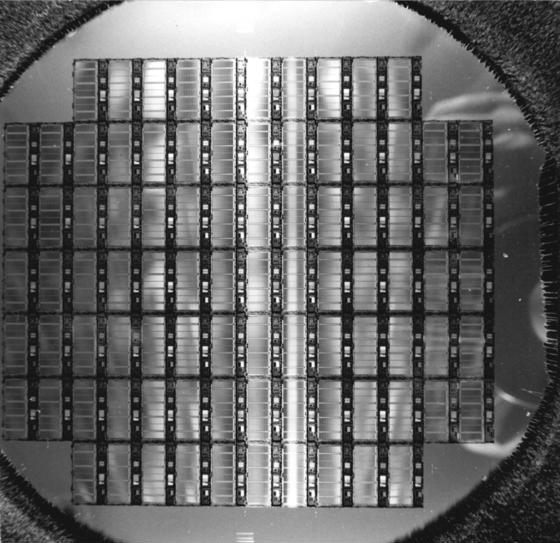
Wafer (125 mm Durchmesser) mit 90 Chips U61000
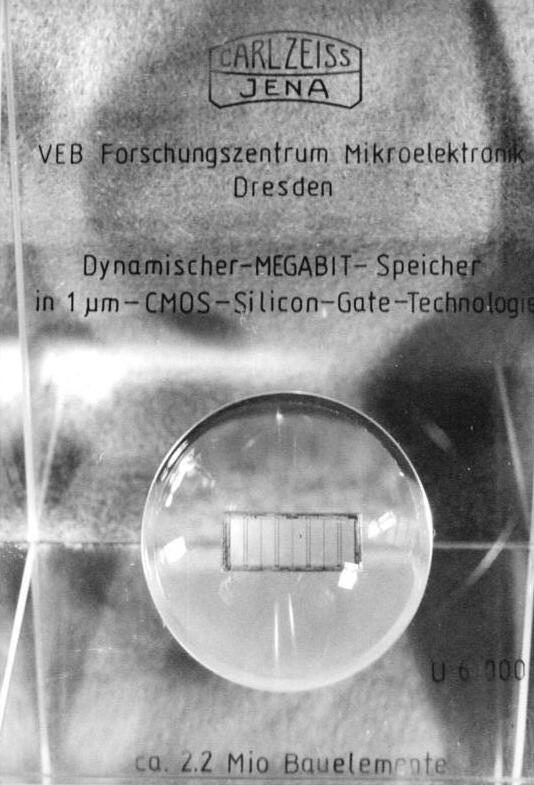
U61000D unter Glas (heute im Deutschen Museum Bonn)
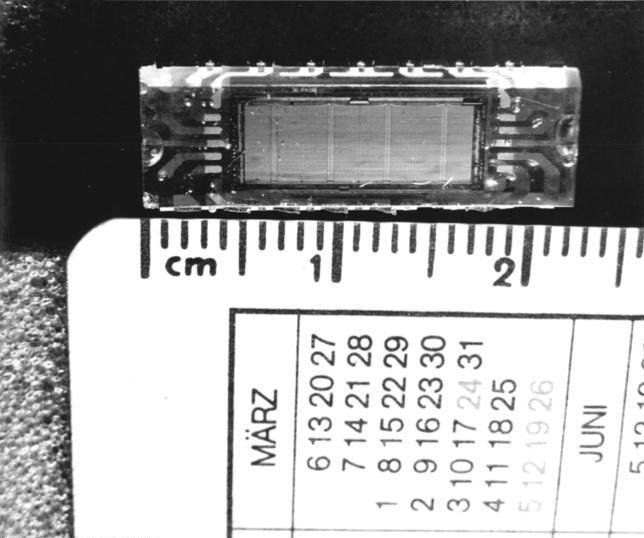
U61000D Abmessung
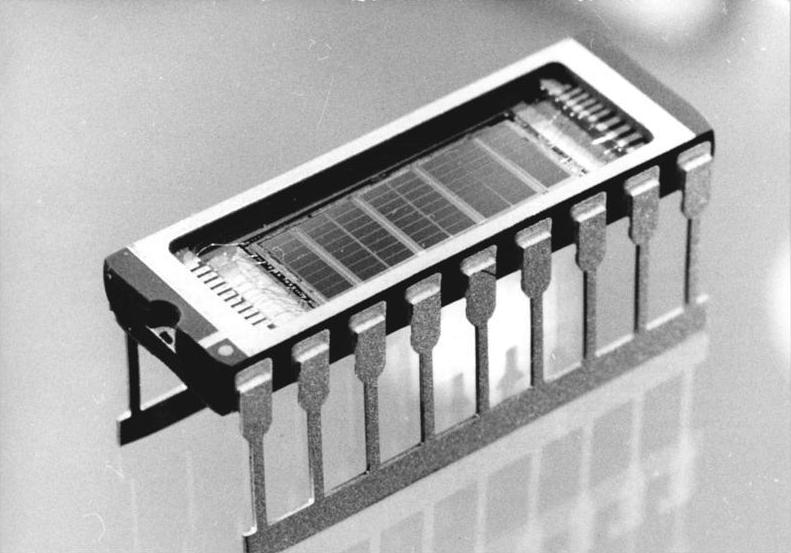
U61000C geöffnet
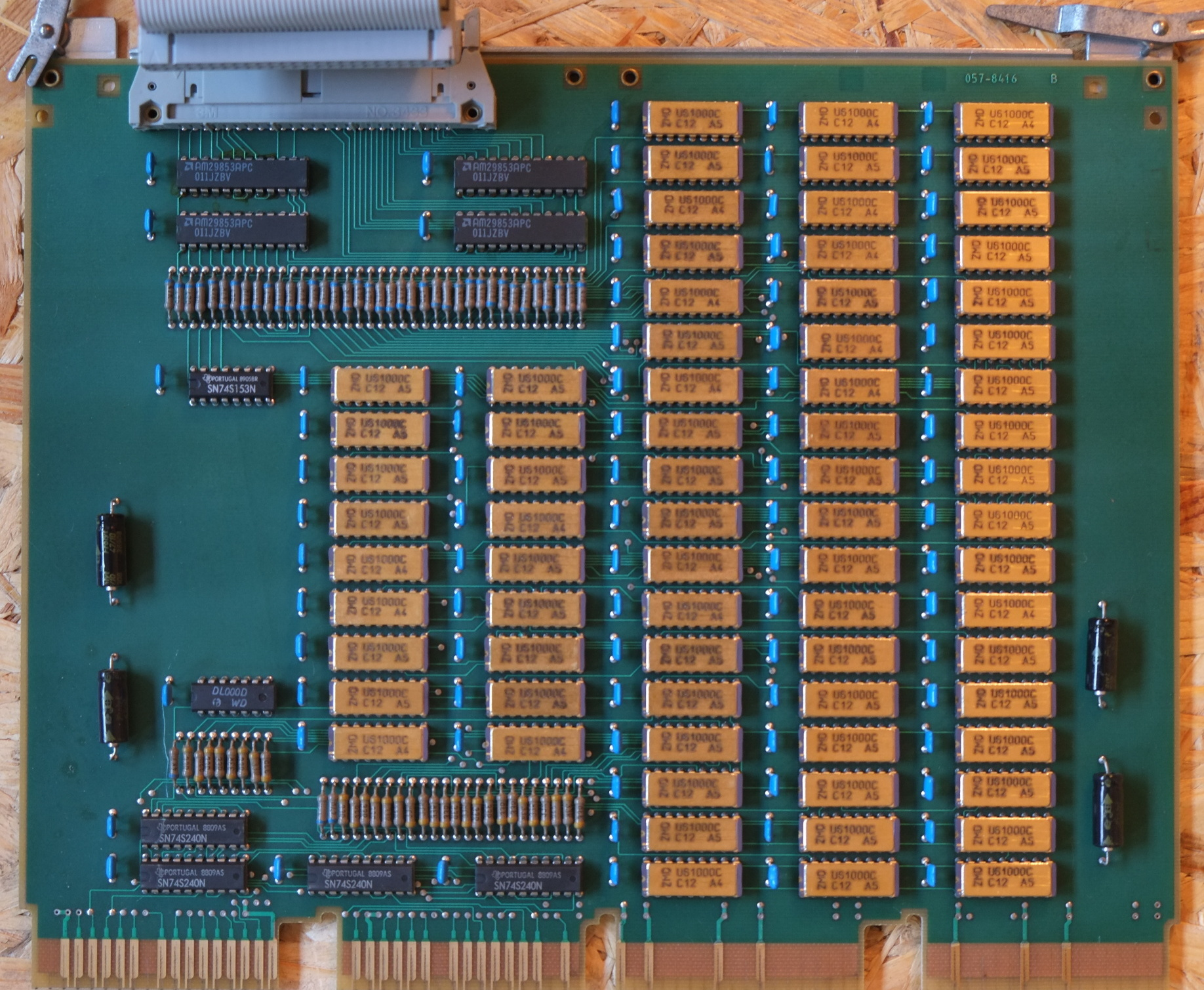
Speichermodul MSC20 des K1820